# Bítouchov (okres Mladá Boleslav)
Obec Bítouchov (německy Bitouchow) se nachází v okrese Mladá Boleslav, kraj Středočeský. Rozkládá se asi osm kilometrů severně od Mladé Boleslavi. Žije zde 418 obyvatel. 

## Historie
První písemná zmínka o obci pochází z roku 1388.

### Územněsprávní začlenění
Dějiny územněsprávního začleňování zahrnují období od roku 1850 do současnosti. V chronologickém přehledu je uvedena územně administrativní příslušnost obce v roce, kdy ke změně došlo:
- 1850 země česká, kraj Jičín, politický okres Mladá Boleslav, soudní okres Mnichovo Hradiště[4]
- 1855 země česká, kraj Mladá Boleslav, soudní okres Mnichovo Hradiště[4]
- 1868 země česká, politický i soudní okres Mnichovo Hradiště[4]
- 1939 země česká, Oberlandrat Jičín, politický i soudní okres Mnichovo Hradiště[5]
- 1942 země česká, Oberlandrat Praha, politický okres Mladá Boleslav, soudní okres Mnichovo Hradiště[6]
- 1945 země česká, správní i soudní okres Mnichovo Hradiště[7]
- 1949 Liberecký kraj, okres Mnichovo Hradiště[8]
- 1960 Středočeský kraj, okres Mladá Boleslav[9]

### Rok 1932
Ve vsi Bítouchov s 457 obyvateli v roce 1932 byly evidovány tyto živnosti a obchody: cihelna, holič, 4 hostince, knihař, konfekce, kovář, krejčí, obuvník, povozník, 4 rolníci, řezník, sedlář, 2 obchody se smíšeným zbožím, 3 trafiky, obchod s uhlím.

## Části obce
- Bítouchov
- Dalešice
- Dolánky

V letech 1900–1950 k obci patřil i Malý Rečkov.

## Doprava
Silniční doprava
Obcí prochází silnice III. třídy.
Železniční doprava
Železniční trať ani stanice na území obce nejsou. Po hranicích katastrálního území obce vedou tratě 070 a 080, nejblíže jsou železniční stanice Bakov nad Jizerou ve vzdálenosti 3 km a železniční zastávka Malá Bělá ve stejné vzdálenosti.
Autobusová doprava
Do obce zajížděla v pracovních dnech května 2011 příměstská autobusová linka Mladá Boleslav-Bítouchov (3 spoje tam i zpět) (dopravce TRANSCENTRUM bus, s.r.o.).

## Další fotografie

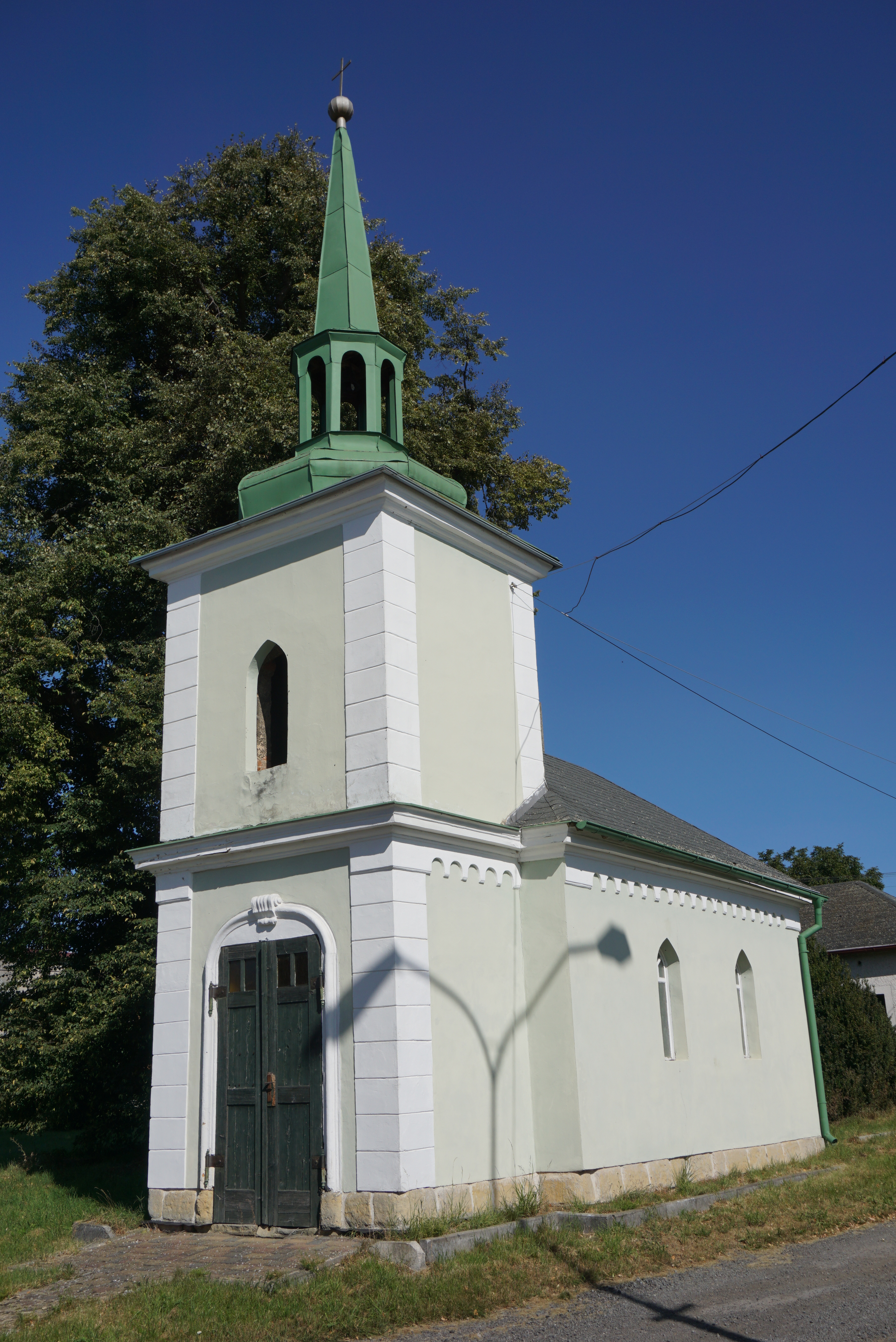
Kaplička na návsi
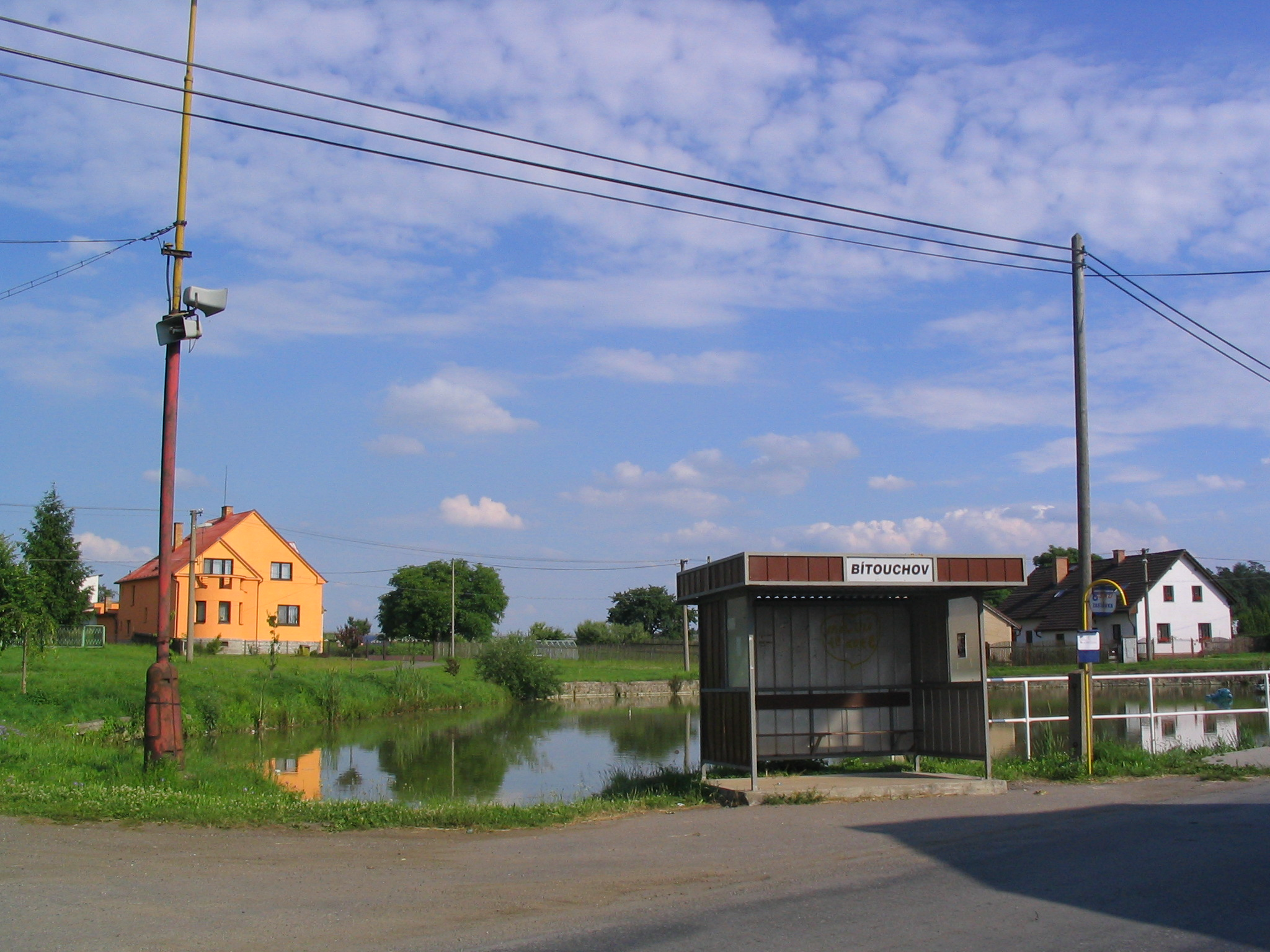
Západní pohled na horní náves
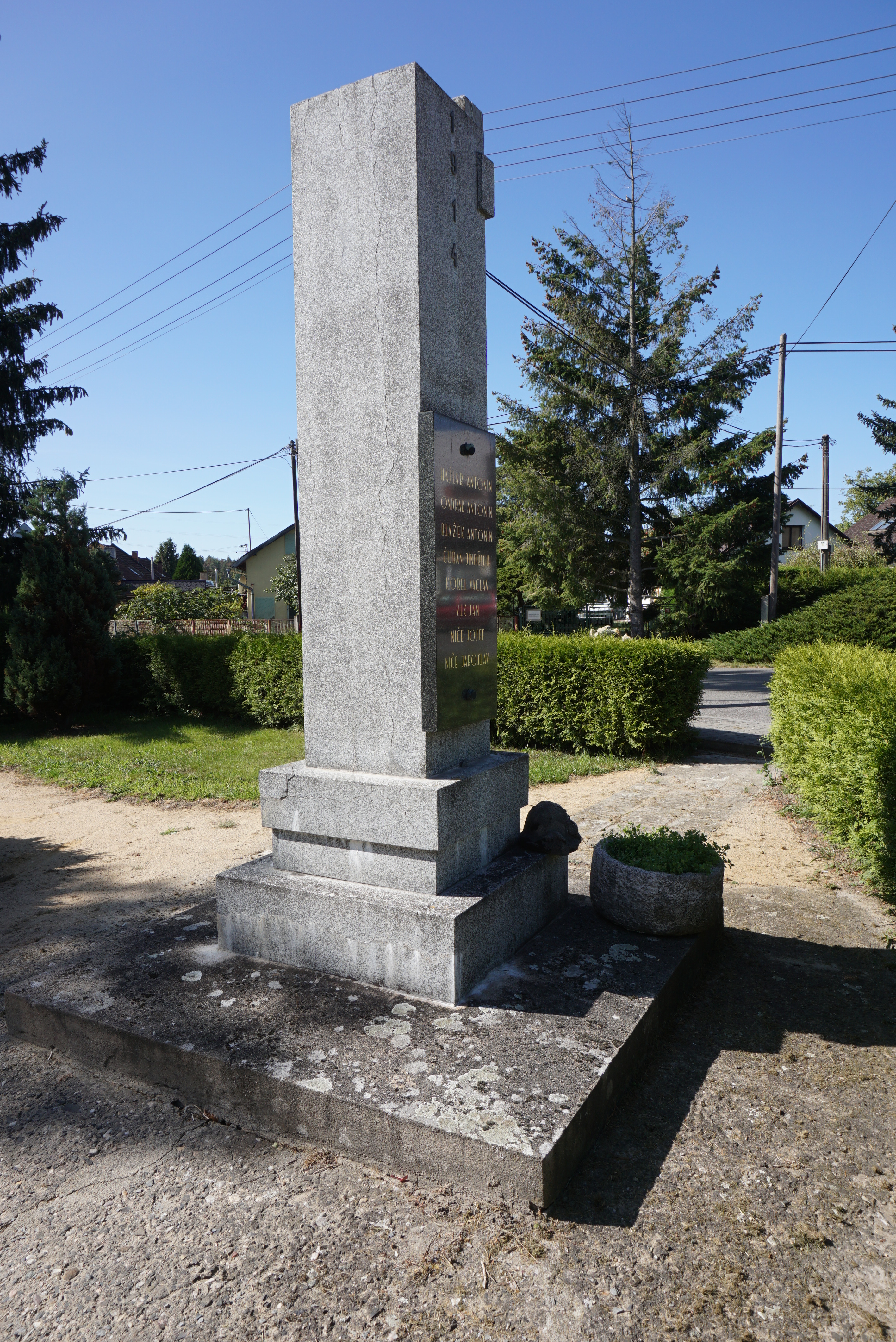
Pomník padlým
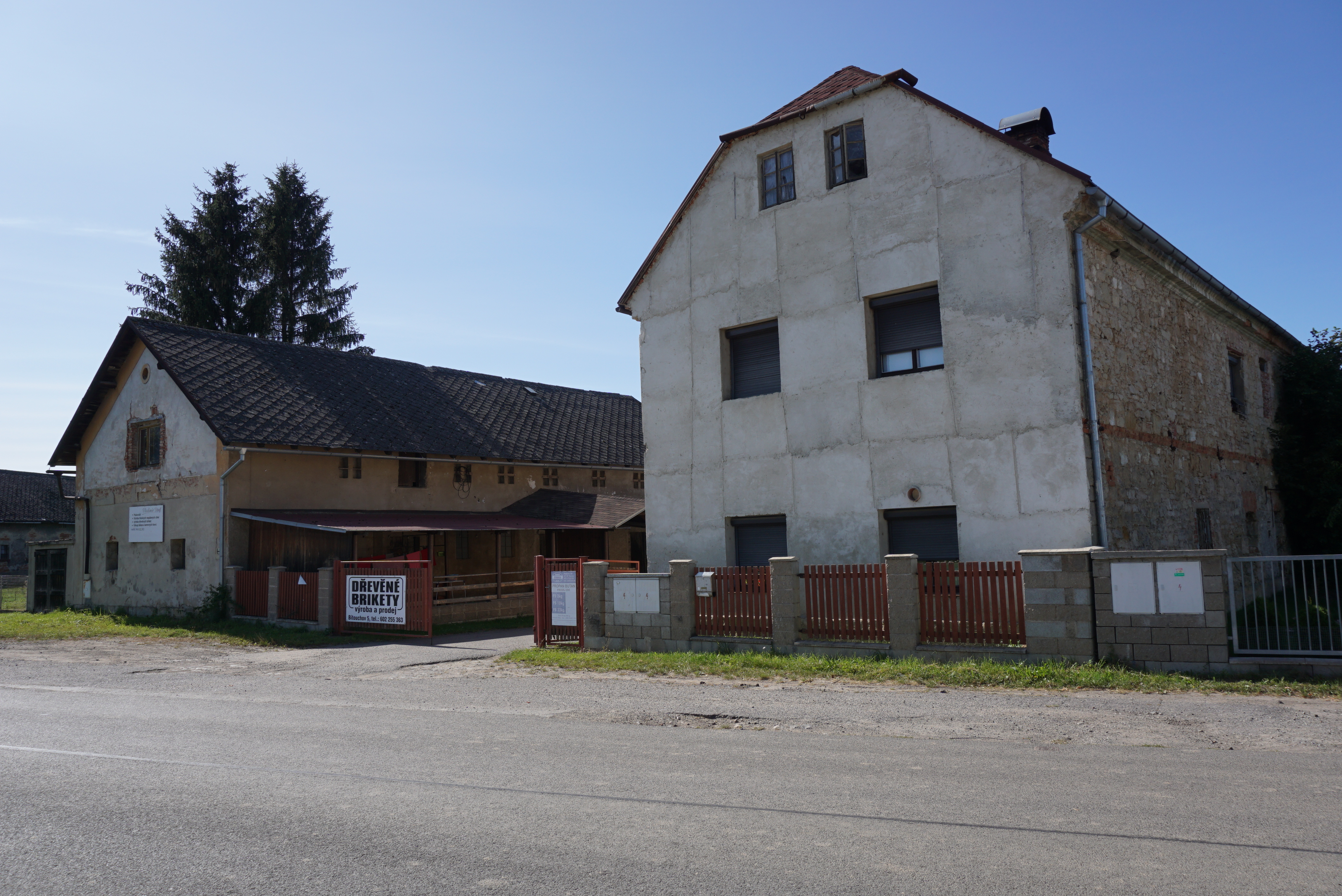
Statek čp. 5
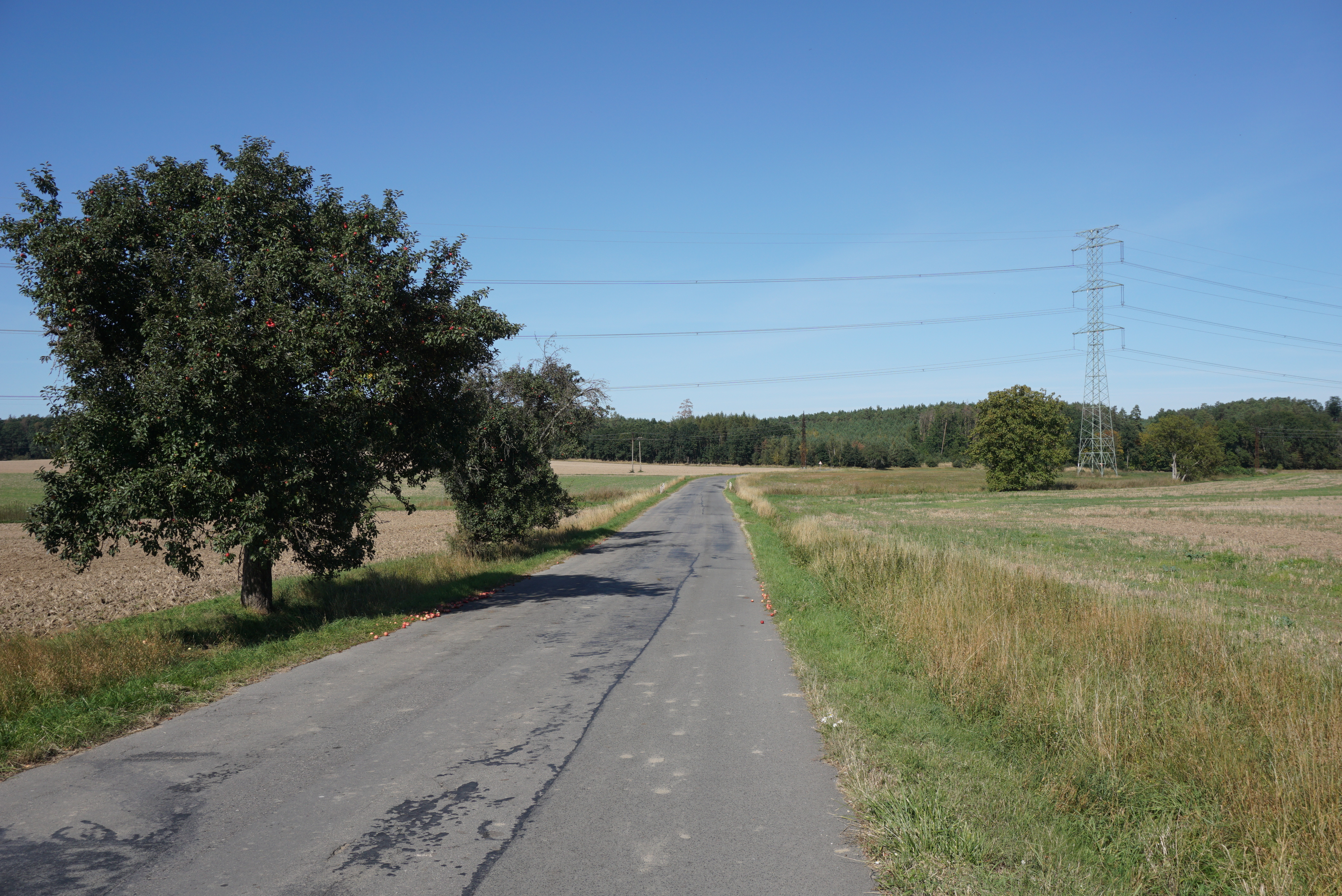
Silnice do Dolánek